# Грунец (река)
Грунец — река в России, протекает по Корсаковскому району Орловской области. Левый приток Зуши.

## География
Река Грунец берёт начало у посёлка Петропавловский. Течёт на запад. На реке расположены деревни Бутырки и Грунец. Устье реки находится у деревни Гагаринский Хутор в 174 км от устья Зуши. Длина реки составляет 7 км, площадь водосборного бассейна — 50,7 км².

## Данные водного реестра
По данным государственного водного реестра России, относится к Окскому бассейновому округу, водохозяйственный участок реки — Ока от города Орёл до города Белёв, речной подбассейн реки — бассейны притоков Оки до впадения Мокши. Речной бассейн реки — Ока.
Код объекта в государственном водном реестре — 09010100212110000018131.